# Fabi Vibulà
Els Fabi Vibulà (en llatí: Fabii Vibulani) foren una branca de la gens Fàbia que portà el cognomen de Vibulà. Va ser important a la primera part de la república quan tres germans de la família van exercir el consolat per set anys en successió (485 aC a 479 aC), i la seva rellevància fou màxima al llarg de tot el segle v aC. El darrer que va portar el cognom va ser Quint Fabi Vibulà, que va rebre l'agnomen d'Ambust. Empraren aquest agnomen patern com a cognomen els seus descendents, els Fabi Ambust, fins que al seu torn el cognom va ser substituït pel de Màxim.
Una famosa llegenda sobre la gens Fàbia i sobre aquesta branca dels Vibulà assegura que, després d'haver tingut el càrrec de cònsol per set vegades consecutives, l'any 479 aC van encetar una guerra contra els de Veios com si es tractés d'una obligació privada i no un assumpte públic. Van aplegar una milícia d'uns tres-cents homes de la seva gens, juntament amb amics i clients, que en total arribaven als quatre mil soldats. Aquesta milícia es va instal·lar sobre un turó que dominava la vista sobre el riu Cremera, un petit riu entre Roma i la ciutat de Veios. La causa d'aquesta decisió, presa a banda del senat, era l'enemistat que havia sorgit entre la resta de patricis i els Fabii, els quals els començaven a veure com a traïdors per fer costat a les demandes dels plebeus. El destacament armat va restar al turó durant dos anys, fent oposició contínua als veientans, fins que van ser víctimes d'una emboscada i van ser destruïts.
Els personatges principals amb el cognom Vibulà van ser:
- Quint Fabi Vibulà, cònsol el 485 aC i 482 aC.
- Cesó Fabi Vibulà, cònsol el 484 aC, 481 aC i 479 aC.
- Marc Fabi Vibulà, cònsol el 483 aC i el 480 aC.
  - Quint Fabi Vibulà, cònsol el 467 aC, 465 aC i 459 aC, decemvir el 450 aC.
    - Marc Fabi Vibulà, cònsol el 442 aC i tribú amb potestat consular el 433 aC.
      - Quint Fabi Vibulà Ambust, cònsol el 412 aC.
        - Segueixen els Fabi Ambust

    - Numeri Fabi Vibulà, cònsol el 421 aC, tribú amb potestat consular el 415 aC i 407 aC.
    - Quint Fabi Vibulà, cònsol el 423 aC, tribú amb potestat consular el 416 aC i 414 aC.